# Remedy Entertainment
Remedy Entertainment (сокр. Remedy) — финская компания-разработчик компьютерных игр, основанная в  Эспоо (столичный регион Большой Хельсинки) в 1995 году, наиболее известная играми франшиз Max Payne и Alan Wake, Quantum Break и Control.

## История

### Начало работы
В 1995 году у программиста Самули Сувахоку возникла идея об основании собственной компании по производству компьютерных игр. Самули написал бизнес-план, подключил своих друзей-энтузиастов, среди которых были выходцы из «Future Crew», и 18 августа 1995 года маленькая команда Remedy Entertainment была официально основана. В штате студии числилось шесть человек, а работали финны в гараже-подобной конторе, даже не мечтая о приличном офисе.
Мы очень довольны тем, что живем и работаем в Финляндии, здесь полно талантливых людей, но не очень много компаний-разработчиков, так что нам удалось собрать отличную команду.Петри Ярвилехто, сотрудник Remedy с самого основания студии.
Первый проект носил название Death Rally. На поиски издателя ушло шесть месяцев. 6 сентября 1996 года простенькая аркада Death Rally была издана компанией Apogee. Продажи составляли 90 тысяч копий, что для студии-новичка просто великолепно.
В первой половине 1997 года Remedy связалась с VNU Business Publications, крупнейшим издателем компьютерных журналов в Европе. Издатель попросил у компании создать трёхмерный бенчмарк, который вскоре назвали «Final Reality». Благодаря этому, компания Remedy стала более известна и был опробован движок MaxFX, который ранее назывался «e2 - Exit Technology». Выпуск бенчмарка состоялся в мае 1997 года, он одним из первых поддерживал полностью трёхмерное изображение и стал очень популярен, продажи бенчмарка составили 5 миллионов распространённых экземпляров по всему миру. Поскольку бенчмарк достиг просто невероятного успеха, а Remedy хотела сфокусироваться исключительно на создании компьютерных игр, в ноябре 1997 года Remedy создаёт компанию Futuremark, отвечающую за разработку последующих трёхмерных бенчмарков.
В 1998 году компания LucasArts Entertainment пригрозила подать в суд на Remedy, сославшись на то, что часть их логотипа была скопирована у LucasArts. Remedy решила не доводить дело до суда и просто сменила логотип.

### Знакомство с трёхмерной графикой
После разработки Death Rally Remedy занялись разработкой трёхмерной игры под названием Gunkan, название которой чуть позже было сменено на Aggression’s Utopos, однако и это название пришлось сменить в связи с тем, что уже существует игра с таким названием. Тогда проект переименовывается в Guntech. Разработка проекта началась в 1996 году и была прекращена в начале 1997 года, поскольку издатель Virgin Interactive Entertainment попал в финансовые неприятности. От игры остался лишь саундтрек композиторов Teque и !Cube. Согласно названиям одних из саундтреков Tegue и !Cube, сюжет происходил в Москве и/или в Шанхае, где ядерная бомба «Валькирия» превратила всех заражённых людей в зомби. Согласно концепт-арту, датированному июнем 1996 года, главным героем, вероятно, являлся Алекс Кейси (англ. Alex Casey). Есть мнение, что Guntech дал начало Max Payne.

### Серия Max Payne (1999—2003)

#### Разработка Max Payne
Идея разрабатывать новую игру у Remedy зарождалась в 1996, перед ними стоял выбор: либо делать сиквел Death Rally, либо делать космический симулятор или же изометрический шутер, вдохновлённый игрой Loaded. Какую делать игру решил глава издательства 3D Realms — Скотт Миллер, только с одним условием: чтобы игра была полностью трёхмерной, со схожей механикой игры Tomb Raider.
Remedy назвала свой новый проект Dark Justice. В то же время дизайн-документ и рабочая версия игры демонстрируется издателю и продюсеру 3D Realms. Игра была переименована с Dark Justice на другое в связи с уже существовавшим боевиком под таким же названием.
Во второй половине 1997 года проект опять переименовывают в Max Heat («Максимальна Жара»). Создатели очень долго думали над фамилией Макса и даже официально зарегистрировали торговую марку под этим названием, потратив на неё двадцать тысяч долларов. Но вскоре Осси Турпинен предложил Максу новую фамилию — Payne, так как она созвучна с английским словом «pain» («боль»).
Команда Remedy отвезла скриншоты Max Payne на выставку Electronic Entertainment Expo в июне 1997 года. На них можно было увидеть зомби и «мультяшное» графическое исполнение.
В мае 1998 года выходит первый трейлер игры на выставке E3. Атмосфера и концепция игры полностью сменилась по сравнению с версией 1997 года. На тот момент игра уже блистала продвинутой графикой и многих зрителей это не оставило равнодушным. В трейлере ещё не была реализована система частиц, хотя на скриншотах эта возможность демонстрировалась. Была продемонстрирована возможность разбивать стёкла, присутствовал мотоцикл, на котором игрок мог прокатиться, старая версия локации «Роско-стрит» и других. Из оружия до релиза не дожили лишь электрошоковый пистолет и пистолет с лазерным прицелом. Примечательно, но у всего оружия были совершенно другие звуки и модели. Были реализованы следы от пуль на теле: оттуда выступала кровь. Неизвестно почему, но эту возможность вырезали из финальной версии игры. Кроме того, в трейлере был показан Дюк Нюкем, курящий сигарету и персонаж, с очень большими габаритами. На нём можно увидеть следы от пуль. Также показан комикс, в котором Макс убивает Винни Гоньитти, а не оставляет истекать кровью, как это было в финальной версии. Также, бытует мнение, что это Алекс Болдер. В конце видео можно услышать голос, кому он принадлежит — неизвестно, но ходит мнение, что это голос Сэма Лейка.
Ровно через год, в мае 1999 года на той же выставке E3 выходит второй трейлер игры. Графика заметно похорошела, были реализованы системы частиц, Bullet-time, локации имели ещё старый вид, но уже были похожи на финальный. Дюк Нюкем всё ещё присутствует в игре, в трейлере он показан во время «мексиканской дуэли» с Максом Пэйном. Следы крови на теле всё ещё присутствуют. Кроме того, трейлер на E3 — единственная демонстрация Max Payne в 1999 году. Ранее не было возможности сохраняться где угодно, были чекпоинты, где Макс садился за компьютер и сохранялся. В файлах финальной версии игры осталось несколько анимаций, а также полный разворот камеры к лицу Макса Пэйна, чего в финальной версии сделать невозможно.
Изначально планировались мультипликационные текстуры, но впоследствии от этого отказались. В мае 1999 года разработчики с телохранителями, которые являлись бывшими полицейскими, отправились в самые грязные клоаки Нью-Йорка. Команде пришлось изрядно повозиться, избавляясь от графического мусора. Когда разработчики закончили первый уровень, все сомнения исчезли: именно такую картинку они и хотели получить. Вместо кат-сцен Сэм Лейк предложил использовать комиксы, чтобы убить двух зайцев сразу: и деньги сэкономить и атмосферы прибавить. Поскольку бюджет у разработки игры был невелик, в качестве моделей использовались разработчики игры, их знакомые и родственники.
В 2000 году, за год до релиза, выходит ещё один трейлер игры. Он короче остальных, много времени занимают логотипы компаний 3D Realms, самой Remedy и GodGames. Трейлер представляет собой кадры из предыдущего трейлера и версии игры за 2000 год. Модель Макса изменилась на финальную, локация «Роско-стрит» обрела финальный вид, но взрыв заваренной двери ещё остался в старом варианте. Появились новые модели персонажей и изменились некоторые анимации. Кроме того, стреляя из Ингрэма, Макс придерживает правую руку левой, возможно, не было возможности стрелять из двух Ингрэмов одновременно. В том же году, для Германии выходит специальный трейлер, в котором показана неизвестная локация, похожая на поместье Альфреда Уодена во второй части, часть Нью-Йорка, где находится Айзер Корпорейшн и церковь. Противники Пэйна, придерживают правую руку левой, стреляя из Береты. Также, в этом году был отменён мультиплеер.
В год релиза, в 2001 году на той же выставке E3 выходит релизный трейлер. Игровой процесс почти не отличается от игры. Единственное, что можно заметить, так это белый цвет вертолёта Николь Хорн, менее детализированный вагон метро, другие партиклы падения снега, а также около перевёрнутого полицейского фургона сначала валяются преступники Пунчинелло, а потом — подразделение американских правоохранительных органов SWAT.
23 июля 2001 года игра выходит на свет в США, а 27 июля — в Европе. Игра была очень тёпло принята как игроками, так и критиками.

#### Max Payne 2
22 мая 2002 года разработчики официально анонсируют сиквел первой части — Max Payne 2: The Fall of Max Payne.
В мае 2002 года Remedy и 3D Realms продают права на создание игры компании Take-Two Interactive, но разработкой сиквела продолжает заниматься Remedy.
Ровно через год, в мае, вышел первый, а затем второй трейлер игры. Они практически не отличаются от финальной версии, однако в трейлерах у оружия были другие звуки. Интересным фактом является то, что в трейлере активно демонстрируется нововведённый физический движок Havok.
Незадолго до релиза, в сентябре, Rockstar Games записала серию видео-демонстраций под названием «Gameplay Clips», в которой демонстрировались главные нововведения игры.
Через несколько дней выходит новая серия видео-демонстраций, в ней демонстрируется несколько другая цветовая гамма.
В начале октября выходит третья серия видео-демонстраций. Все демонстрации практически не отличаются от финальной версии, однако мелкие отличия всё же имеются.
14 октября 2003 года состоялся релиз в Северной Америке, а через десять дней — в Европе. В СНГ игра вышла через три года, 20 января 2006 года.

### Серия Alan Wake (2005—2012)

#### Alan Wake
Психологический триллер Alan Wake была впервые анонсирована на выставке E3, где был показан первый трейлер игры.
В 2006 году Alan Wake была продемонстрирована публике на выставке E3 ещё раз. Кроме того, в 2006 году Alan Wake была продемонстрирована на X06.
После долгого затишья, в декабре 2008 года Remedy выпускает ещё один трейлер игры.
В 2009 на выставке Electronic Entertainment Expo выходит ещё один трейлер.
В 2010 году на всё той-же выставке E3 выходит дебютный трейлер Alan Wake.
14 мая 2010 года игра вышла на платформе Xbox 360 в Европе, а 18 мая в США. Версия для Windows была выпущена 16 февраля 2012 года.

#### Alan Wake 2
Разработки второй части Alan Wake началась ещё в 2010 году, однако вместо полноценного сиквела выходит лишь дополнение — Alan Wake’s American Nightmare и разработка второй части отменяется компанией — издателем, компанией Microsoft Game Studios.
20 апреля 2015 года Remedy Entertainment показывают свои наработки журналистам сайта Polygon, многое из сиквела Alan Wake можно увидеть в совершенно новой игре Remedy — Quantum Break.
23 февраля 2016 года стало известно о регистрации торговой марки Alan Wake’s Return, что намекнуло о возможной разработке сиквела оригинальной игры. Позднее выяснилось, что это название носит сериал внутри Quantum Break.
20 июня 2018 года в интервью изданию DualShockers творческий руководитель Remedy Микаэль Касуринен рассказал, что все, в том числе и в компании, хотят увидеть продолжение истории об Алане Уэйке. Однако большего Микаэль сообщить не смог и выразил надежду ещё поработать над этим проектом.
1 июля 2019 года стало известно о полном переходе прав на Alan Wake от Microsoft к студии Remedy Entertainment.
27 октября 2023 состоялся релиз во всем мире.

### Quantum Break и Agents of Storm (2012—2016)
20 мая 2013 года Remedy Entertainment анонсировали новый научно-фантастический проект Quantum Break. Игра была выпущена 5 апреля 2016 года. На церемонии награждения VGX 2013 года Remedy представила Agents of Storm, которая была выпущена Flaregames для iOS в октябре 2014 года.

### Control, CrossFire HD/CrossFireX и третий проект (2016—2019)
В июне 2016 года Polygon сообщил, что Remedy Entertainment работают над двумя новыми проектами, не связанными с их прошлыми играми.
27 июля 2016 года Smilegate объявила на выставке ChinaJoy 2016, что Remedy разрабатывает однопользовательскую кампанию для многопользовательского шутера CrossFireX. 28 декабря 2016 года разработчики в интервью Polygon рассказали, что помимо CrossFireX также работают над кооперативной игрой Project 7 (рабочее название). Её действие развернётся в открытом мире, и игра предоставит пользователям возможность создавать свои собственные истории. 11 апреля 2017 года стало известно, что Remedy хотят выпустить Project 7 в том числе и на PlayStation 4.
3 мая 2017 года Remedy Entertainment объявили, что заключили контракт с 505 Games, которые вложат в разработку почти 8,5 миллионов долларов и выступят издателем Project 7.
19 февраля 2018 года Remedy опубликовала финансовый отчёт за 2017 год, где отмечено, что компания планирует выпустить кинематографический шутер от третьего лица Project 7 в 2019 году. Игра уже прошла путь от предварительного к непосредственному производству. Продолжается работа и над одиночной кампанией для CrossFireX. Кроме того, стало известно о разработке третьего неизвестного проекта, который должны были завершить в течение 2018 года.
В конце апреля один из представителей Gameology Хамидрез Никуфар рассказал, что, по слухам, Quantum Break 2 находится в стадии предварительной разработки.
1 мая Remedy сообщили, что анонсируют Project 7 на выставке E3 2018, которая пройдёт в Лос-Анджелесе с 12 по 14 июня 2018 года. 15 мая в Twitter компания опубликовала фотографии захвата движения собаки предположительно для Project 7. 11 июня разработчики на выставке E3 анонсировали новую игру Control, которая носила ранее рабочее название Project 7. Релиз Control состоялся 28 августа 2019 года на Windows, PlayStation 4 и Xbox One.

#### Remedy Vanguard
27 августа на выставке gamescom 2018 Remedy подтвердили, что работают над третьим ещё не анонсированным проектом.
В апреле 2019 года стало известно, что компания также работает над неанонсированной многопользовательской игрой-сервисом на движке Unreal Engine 4, над которой трудится команда из 15 человек.
В ноябре 2023 Remedy заявили о том, что концепция игры и название будет изменено на Kestrel.
В мае 2024 года было объявлено об окончательной отмене проекта.

### Следующие проекты (2021-настоящее время)
В сентябре 2018 года было объявлено о телесериале по мотивам Alan Wake, исполнительным продюсером которого назначен Сэм Лейк. В июле 2019 года Remedy полностью приобрела у Microsoft права на Alan Wake, включая единовременную выплату роялти в размере 2,5 миллиона евро.
Помимо многопользовательской игры, носящей кодовое название Vanguard, а также проектов CrossFireX и CrossFire HD, студия работает ещё над двумя играми для Epic Games, действие которых развернётся в одной вселенной. Вдобавок в разработке находится проект, который станет следующей AAA-игрой студии.
17 октября 2024 года Remedy анонсировала кооперативный спин-офф Control под названием FBC: Firebreak. До анонса игра была известна под кодовым названием Condor. Релиз состоялся 17 июня 2025 года.

## Производство игр в Remedy
|                | Мандат                                       | Проработка концепции | Проверка концепции | Готовность к производству | Активное производство                                                           | Поддержка после релиза                                                         |
| -------------- | -------------------------------------------- | -------------------- | ------------------ | ------------------------- | ------------------------------------------------------------------------------- | ------------------------------------------------------------------------------ |
| Размер команды | Руководство студии и исполнительный продюсер | До 20 человек        | До 50 человек      | До 75 человек             | Более 100 человек + до 200 человек внешнего персонала                           | До 20 человек, работающих над обновлениями + до 30 человек, работающих над DLC |
| Сроки          | 1—2 месяца                                   | 3—6 месяцев          | 4—12 месяцев       | 3—6 месяцев               | 1—2 года до производства альфа-версии игры, затем 3-6 месяцев бета-тестирования | 1—2 года с 1—3 DLC                                                             |

## Игры студии
| Год  | Название                           | Платформы                                                                              | Издатель                                                        |
| ---- | ---------------------------------- | -------------------------------------------------------------------------------------- | --------------------------------------------------------------- |
| 1996 | Death Rally                        | PC (DOS)                                                                               | Apogee Software                                                 |
| 2001 | Max Payne                          | ПК (Windows, macOS), iOS, Android                                                      | Rockstar Games                                                  |
| 2003 | Max Payne 2: The Fall of Max Payne | ПК (Windows)                                                                           | Rockstar Games                                                  |
| 2010 | Alan Wake                          | Xbox 360, ПК (Windows)                                                                 | Xbox Game Studios (2010–2019) Remedy Entertainment (2019–н. в.) |
| 2012 | Alan Wake’s American Nightmare     | Xbox 360, ПК (Windows)                                                                 | Xbox Game Studios (2010–2019) Remedy Entertainment (2019–н. в.) |
| 2012 | Death Rally                        | ПК (Windows), iOS, Android                                                             | Remedy Entertainment                                            |
| 2014 | Agents of Storm                    | iOS                                                                                    | Remedy Entertainment                                            |
| 2016 | Quantum Break                      | Xbox One, ПК (Windows)                                                                 | Xbox Game Studios                                               |
| 2019 | Control                            | ПК (Windows), PlayStation 4, Xbox One, Nintendo Switch, PlayStation 5, Xbox Series X/S | 505 Games (2019–2024) Remedy Entertainment (2024–н. в.)         |
| 2021 | Alan Wake Remastered               | ПК (Windows), Xbox One, PlayStation 4, Xbox Series X/S, PlayStation 5                  | Epic Games Publishing                                           |
| 2022 | CrossFire X                        | Xbox One, Xbox Series X/S                                                              | Smilegate                                                       |
| 2023 | Alan Wake 2                        | ПК (Windows), Xbox Series X/S, PlayStation 5                                           | Epic Games Publishing                                           |
| 2025 | FBC: Firebreak                     | ПК (Windows), Xbox Series X/S, PlayStation 5                                           | Remedy Entertainment                                            |

### Игры в разработке
| Год | Название               | Этап разработки                           | Платформы                                    | Издатель       |
| --- | ---------------------- | ----------------------------------------- | -------------------------------------------- | -------------- |
| TBA | Max Payne 1 & 2 Remake | Активное производство (с апреля 2024)     | ПК (Windows), Xbox Series X/S, PlayStation 5 | Rockstar Games |
| TBA | Control 2              | Готовность к производству (с апреля 2024) | TBA                                          | TBA            |

### Отменённые игры
| Название | Платформы | Издатель                      |
| -------- | --------- | ----------------------------- |
| Guntech  | ПК        | Virgin Entertainment          |
| Vanguard | н/д       | Remedy Entertainment, Tencent |
| Kestrel  | н/д       | Remedy Entertainment, Tencent |

## Технологии

### Игровые движки
| Название         | Использование                                                                                            |
| ---------------- | --- |
| MaxFX            | Max Payne                                                                                                |
| MaxFX 2          | Max Payne 2: The Fall of Max Payne                                                                       |
| Alan Wake Engine | Alan Wake Alan Wake’s American Nightmare Alan Wake Remastered                                            |
| Northlight       | Quantum Break Control CrossFire X (кампания) Alan Wake 2 FBC: Firebreak Control 2 Max Payne 1 & 2 Remake |

### Бенчмарк
| Название      | Дата            | Платформы         |
| ------------- | --------------- | ----------------- |
| Final Reality | 1 мая 1997 года | ПК (DOS, Windows) |